# Elisenda Fábregas

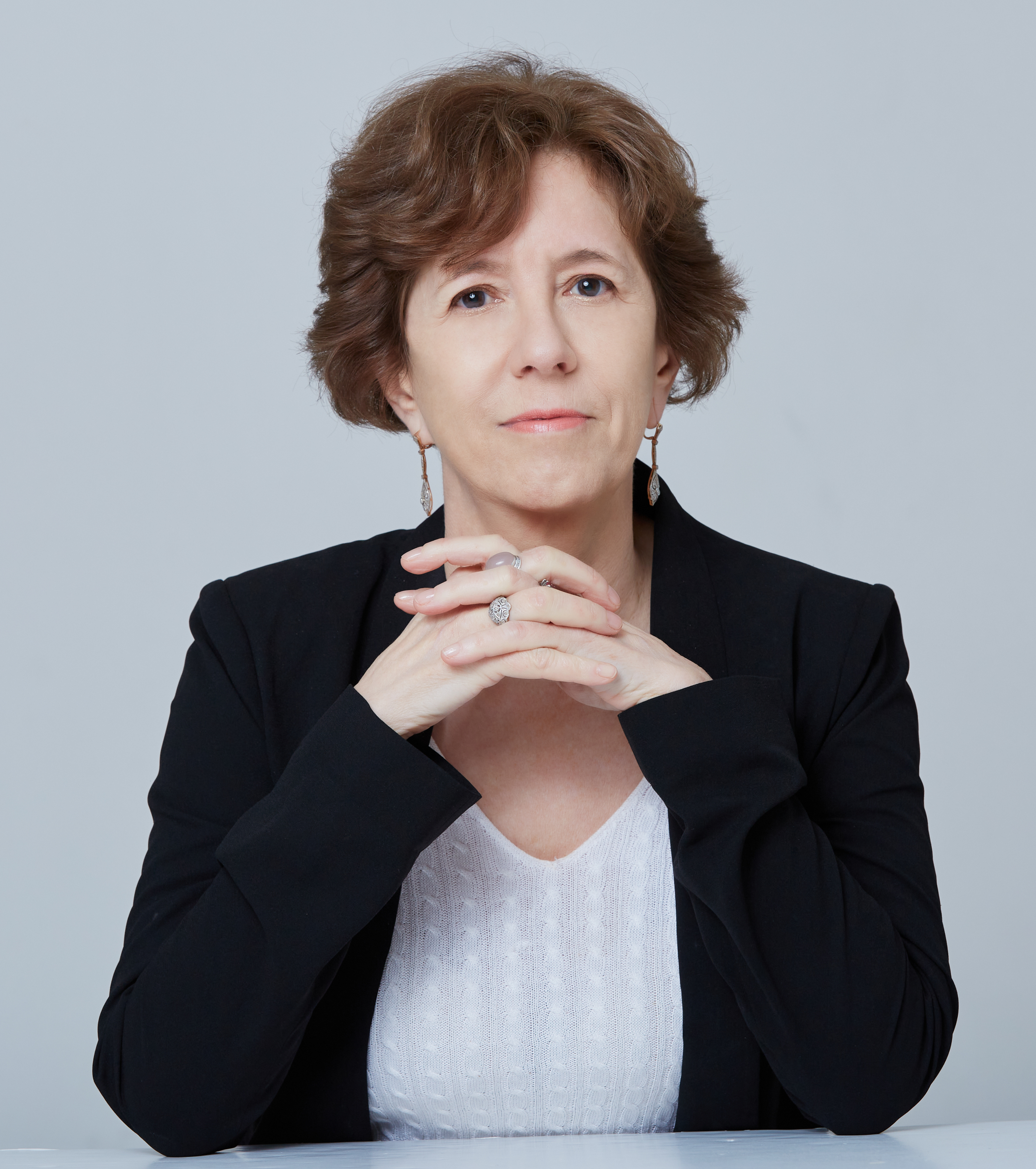
Elisenda Fábregas in 2021

Elisenda Fábregas (geboren in 1955 in Terrassa, Provincie Barcelona, Spanje) is een Catalaans/Amerikaanse componiste en pianiste.
Fábregas componeerde meer dan 40 werken voor verschillende solo instrumenten, kamerensembles, zang, koor en orkest. Haar grootste werken voor piano zijn Mirage (1997), Portraits I (2000), Hommage aan Mompou (2006), en Hommage aan Mozart (2006).
- Bibliothèque nationale de France: cb148191869 (data)
- Catàleg d'autoritats de noms i títols de Catalunya: 981058526325306706
- Gemeinsame Normdatei: 137359977
- International Standard Name Identifier: 0000 0000 8186 9541
- Library of Congress Control Number: n96108559
- MusicBrainz: 105e0cdb-d3ef-41c9-95d5-18099e4b4ecb
- Virtual International Authority File: 117876720
- WorldCat: E39PBJpV7KM6d7qW63DyYhHcT3